# Катастрофа Ан-148 у Московській області
Катастрофа Ан-148 у Підмосков'ї сталася 11 лютого 2018 року. Літак Ан-148 здійснював рейс 6W 703 з Москви в Орськ, виліт був зроблений приблизно в 14:20, літак належав Саратовським авіалініям. За попередніми даними, аварія сталася в Раменському районі біля села Степанівське. На місце аварії літака вирушив міністр транспорту Максим Соколов, порушено кримінальну справу за статтею 263 КК РФ «порушення правил експлуатації повітряного транспорту». На борту літака перебували 65 пасажирів і шість членів екіпажу, ніхто не вижив.

## Літак
Ан-148 було виготовлено в 2010 році на Воронезькому авіабудівному об'єднанні;  зареєстрований під номером RA-61704 і серією 27015040004. У тому ж році літак ввійшов в експлуатацію в авіакомпанії «Росія», потім перейшов до «Саратовських авіаліній».

## Екіпаж
- Командир повітряного судна — 51-річний Валерій Губанов. Закінчив Тамбовське вище військове авіаційне училище[ru], мав 5000 годин польотів, з них 2800 — на Ан-148.
- Сергій Гамборян — другий пілот
- Анастасія Славінська — бортпровідник
- Вікторія Коваль — провідник,
- Олег Сергєєв та Андрій Рябінін — технічний персонал

## Хронологія подій
Літак вилетів з Домодєдово в 14:20 за московським часом. Приблизно через 7 хвилин після вильоту літак пропав з екранів радарів. За даними сайту Flightradar24, за хвилину до зникнення літак знизився з 1900 до 990 метрів, швидкість його становила 615 км/год. Екіпаж на зв'язок не виходив. Уламки літака виявлені в 1 кілометрі на захід від села Степанівське Раменського району Московської області.
Повідомлялося, що літак розбився поблизу с. Степанівське після зльоту з аеропорту «Домодєдово». Борт повинен був прибути в Орськ у 16:35 мск. На момент польоту на борту перебували 65 пасажирів і 6 членів екіпажу. Близько 60 осіб були жителями Оренбурзької області.

## Розслідування
Міждержавний авіаційний комітет почав розслідування цієї катастрофи. Протягом декількох годин після аварії було запропоновано кілька версій події. Одна з можливих — несприятливі погодні умови. Також не виключений людський фактор. Слідчий комітет Росії порушив кримінальну справу за фактом аварії літака за ознаками злочину, передбаченого ч. 3 ст. 263 КК РФ (порушення правил безпеки руху і експлуатації повітряного транспорту, що призвело з необережності до смерті двох або більше осіб).
За повідомленнями деяких ЗМІ, лайнер через 2 хвилини після зльоту при наборі висоти зіткнувся з вертольотом «Пошти Росії», який злетів з аеропорту Раменське. Однак «Пошта Росії» цю інформацію спростувала, посилаючись на те, що авіапарк організації складається всього з 2 літаків Ту-204. За даними інтернет-видання «Газета.ги» командир літака повідомив про технічну несправність і запросив у диспетчерської служби аеропорту «Жуковський» дозвіл на аварійну посадку. Однак представники аеропорту повідомили, що командир повітряного судна про проблеми на борту не повідомляв, посадку не запитував.

### Реакція України
Міністр закордонних справ України Павло Клімкін написав у своєму твіттері: «Висловлюю співчуття рідним та близьким загиблих в авіакатастрофі неподалік від Москви».